# Фредерик (Јужна Дакота)
Фредерик (енгл. Frederick) град је у америчкој савезној држави Јужна Дакота.

## Демографија
По попису из 2010. године број становника је 199, што је 56 (-22,0%) становника мање него 2000. године.
| Група             | 2000.       | 2010.       |
| Белци             | 249 (97,6%) | 196 (98,5%) |
| Афроамериканци    | 0 (0,0%)    | 0 (0,0%)    |
| Азијати           | 0 (0,0%)    | 1 (0,5%)    |
| Хиспаноамериканци | 1 (0,4%)    | 0 (0,0%)    |
| Укупно            | 255         | 199         |